# Serge Baudo
Pour les articles homonymes, voir Baudo.
Serge Baudo, né à Marseille le 16 juillet 1927, est un chef d'orchestre français.

## Biographie
Son père Étienne Baudo (1903-2001), hautboïste, a été professeur de 1961 à 1973 au Conservatoire national supérieur de musique. Lui-même est le neveu du violoncelliste Paul Tortelier. Après des études au Conservatoire de Paris, où il obtient le premier prix d'harmonie et de direction d'orchestre, il commence sa carrière comme percussionniste aux Concerts Lamoureux.
En 1959, il est à la tête de l'orchestre de la radio de Nice. Il dirige également, à plusieurs reprises, l'orchestre philharmonique de Berlin et l'orchestre de la Scala de Milan à l'invitation d'Herbert von Karajan. Il est ensuite nommé chef permanent de l'orchestre de l'Opéra de Paris (1962), puis de l'Orchestre de Paris lors de sa fondation en 1967. Entre 1971 et 1987, il est directeur artistique de l'Orchestre national de Lyon et l'emmène régulièrement en tournée. C'est avec lui que cet ensemble est le premier orchestre français à se produire en Chine en 1979. Il crée le Festival Berlioz. De 2001 à 2006, il est chef et directeur musical de l'Orchestre symphonique de Prague.
Il a eu une activité de compositeur de musique de films (comme dans Le Monde sans soleil, de Jacques-Yves Cousteau) et a aussi adapté et dirigé de la musique pour ce milieu (comme dans Les Amants, de Louis Malle, où il adapte et dirige la musique de Brahms, ou comme dans Voyage au bout du monde, de Jacques-Yves Cousteau, où il adapte et dirige la musique de Ravel).
Il est membre d'honneur de l'association des Amis de Maurice Ravel.

## Discographie
Serge Baudo est surtout connu pour ses enregistrements de musique classique française romantique et moderne.
Il a notamment enregistré avec l'Orchestre philharmonique tchèque une intégrale des symphonies d'Arthur Honegger et les œuvres orchestrales de Claude Debussy. Avec Aldo Ciccolini, il a enregistré en 1971 les cinq concertos pour piano et orchestre de Camille Saint-Saëns, une version vivement recommandée. Il a enregistré également de nombreuses œuvres de Berlioz, dont Roméo et Juliette (2 CD Eurodisc, 1979) et L'Enfance du Christ (2 CD Forlane, 2001).

## Décorations
- Officier de la Légion d'honneur (2012)[4]
- Commandeur de l'ordre des Arts et des Lettres (1995)[5]